# Freischlade
Freischlade ist einer von 22 Ortsteilen der Stadt Bergneustadt im Oberbergischen Kreis im Regierungsbezirk Köln in Nordrhein-Westfalen, Deutschland.

## Lage und Beschreibung
Der Ort liegt in Luftlinie rund 6,8 Kilometer von Bergneustadt.

## Geschichte

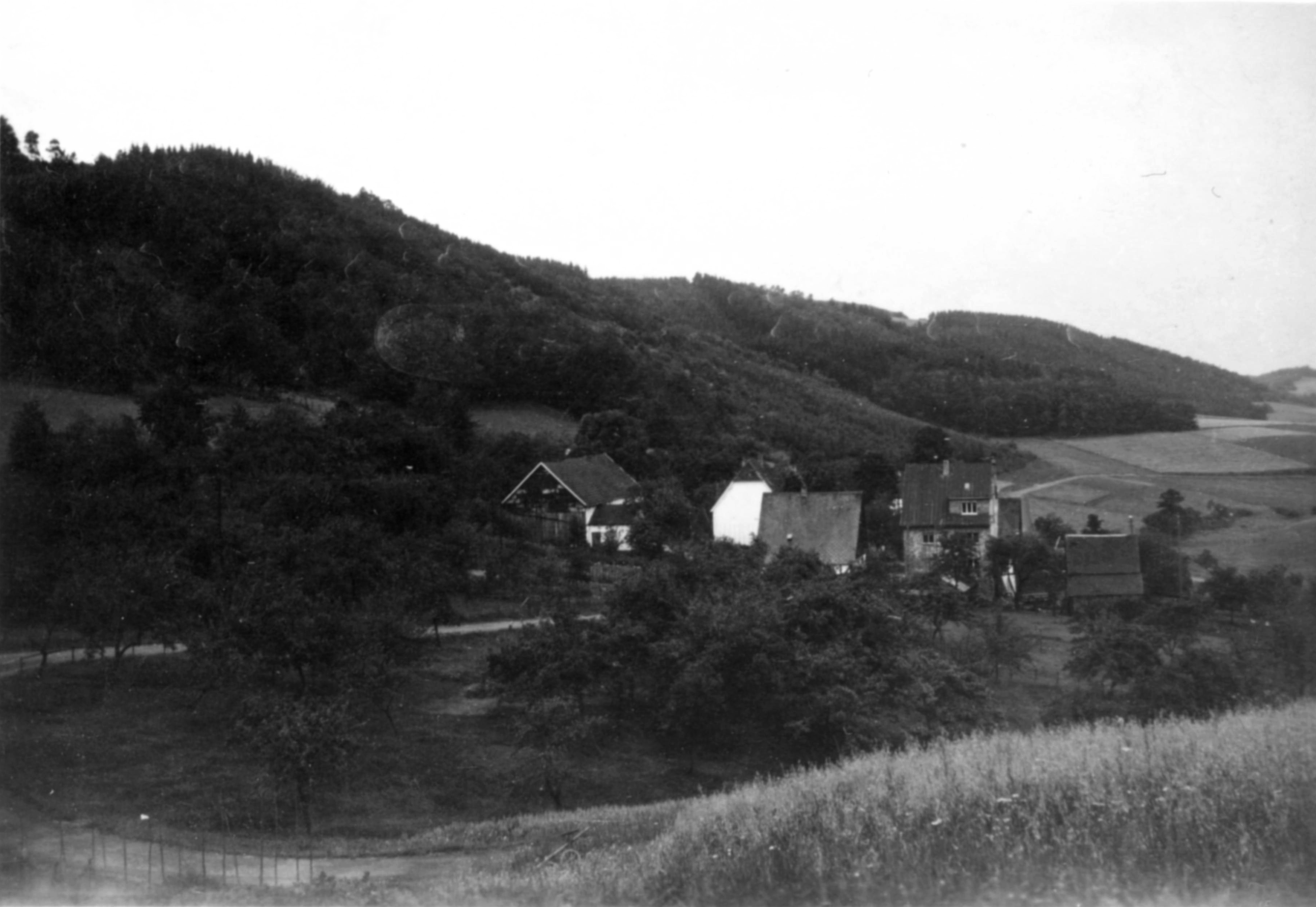
Freischlade 1920er Jahre aus Richtung Belmicke gesehen

### Erstnennung
1546 wurde der Ort das erste Mal urkundlich erwähnt. „Peter in der Frieschlaigen“ und „Jürgen yn der Frielschlaiden“ werden  in den Türkensteuerlisten des Kirchspiels Wiedenest aufgeführt.
Die Schreibweise der Erstnennung war Frieschlaigen/Frielschlaiden.

## Bus und Bahnverbindungen

### Linienbus
Haltestelle Freischlade der Buslinie 313 der Oberbergischen Verkehrsgesellschaft (OVAG)